# Ishøj Landsby
Ishøj Landsby ist eine dänische Ortschaft mit 1261 Einwohnern (Stand 1. Januar 2023) auf Seeland. Die Ortschaft liegt im Kirchspiel Ishøj (Ishøj Sogn), das bis 1970 zur Harde Smørum Herred im damaligen Amt Kopenhagen gehörte. Mit der Auflösung der Hardenstruktur wurde das Kirchspiel in die Kommune Ishøj aufgenommen, diese blieb mit der Kommunalreform zum 1. Januar 2007 unverändert, gehört aber seitdem zur Region Hovedstaden.
Ishøj Landsby liegt etwa zwei Kilometer östlich von Vestervang und circa drei Kilometer westlich von Ishøj. 